# کامن (ناحیه هاولیتشکوف برود)
کامن (به چکی: Kámen) یک منطقهٔ مسکونی در جمهوری چک است که در ناحیه هاولیتشکوف برود واقع شده‌است. کامن ۱۱٫۵۵ کیلومتر مربع مساحت و ۳۹۲ نفر جمعیت دارد و ۵۲۷ متر بالاتر از سطح دریا واقع شده‌است.